# Långstjärtad trast
Långstjärtad trast (Zoothera dixoni) är en bergslevande asiatisk fågel i familjen trastar inom ordningen tättingar.

## Kännetecken

### Utseende
Långstjärtad trast är en stor (25-27 cm) och som namnet avslöjar långstjärtad trast. Den är mycket lik arterna i mollissima-komplexet (alptrast, himalayatrast och sichuantrast) med rent olivbrun ovansida och svartfjällig undersida. Den skiljer sig dock förutom den längre stjärten också genom mindre utbredd fjällning undertill, så att flankerna snarare är bandade. Vidare är vingbanden mycket tydligare och uppvisar även en ljus vingpanel på handpennorna.

### Läte
Sången är relativt långsam, bestående av dels rätt torra fraser, dels melodiskt kvitter och dels "too-ee" eller "ee-ee". Vintertid är arten tystlåten.

## Utbredning och systematik
Långstjärtad trast häckar från Himalaya till sydvästra Kina och sydöstra Tibet. Fågeln övervintrar i Sydostasien. Den behandlas som monotypisk, det vill säga att den inte delas in i några underarter.

## Levnadssätt
I Himalaya påträffas den i täta skogar med gran, en, björk och rhododendron på 3000-4200 meters höjd. Den ses ofta födosöka på marken utmed stigar och vägar. Fågeln häckar mellan maj och juli i Himalaya. Den bygger ett stort skålformat bo av kvistar och mossa och fodrat med gräs, som placeras upp till tre meter ovan mark i ett lågt träd. Arten är huvudsakligen stannfågel, men viss rörelse sker till lägre regioner vintertid.

## Status och hot
Arten har ett stort utbredningsområde, men tros minska i antal, dock inte tillräckligt kraftigt för att den ska betraktas som hotad. Internationella naturvårdsunionen IUCN listar arten som livskraftig (LC).  Världspopulationen har inte uppskattats men den beskrivs som ganska vanlig, dock ovanlig i Myanmar och Kina och fåtalig till ovanlig i Sydostasien under vintern.

## Namn
Fågelns vetenskapliga artnamn hedrar Charles Dixon (1858-1926), brittisk oolog, journalist och författare.